# Grotte de Nkila-Ntari
La grotte de Nkila-Ntari se trouve dans le département de la Bouenza, près du village de Nkila-Ntari, dans le sud de la république du Congo. Elle présente aux spéléologues un développement exceptionnel et aux archéologues des panneaux de peintures rupestres.

## Situation
La grotte de Nkila-Ntari est située à environ 800 mètres du village de Nkila-Ntari, à mi-chemin sur la piste reliant les localités de Mouyondzi et de Bouansa. Elle s'ouvre près du village de Mudzanga, à cinq minutes de marche à travers la savane.

## Description
La gigantesque grotte souterraine de Nkila-Ntari est longue d'environ 1,5 kilomètre.
Elle dispose de deux entrées juxtaposées :
- L'entrée principale, d'accès plus facile, orientée nord-est, qui débute par une grande galerie d'environ 20 mètres de diamètre ;
- L'entrée sud, dont le porche d'une hauteur d'environ 10 mètres donne accès à la salle Mantoumbou, dont le principal intérêt est la présence d'une salle orientée nord-ouest / sud-est (direction mayombienne).

## Art rupestre
L'art rupestre du Congo n'est connu que dans l'extrême Sud du pays, dans les abris-sous-roche et grottes de la moyenne vallée du Niari. Des peintures rupestres ont été découvertes à Moussia, à Ntadi ku Maluende III, Ntadi Yomba, Ntdai Kimwenga I, Ntadi bi Gnumba, Ntadi Helle et Ntadi ha Mambuana ma Lutete.